# ギルモン
ギルモンはデジタルモンスターシリーズに登場する架空の生命体・デジタルモンスターの一種。

## 概要
アニメ第三作デジモンテイマーズの主人公のパートナーとして初登場。当初、そのポジションにはインプモンが予定されていたが、シリーズ構成の小中千昭が、より『怪獣的』なキャラクターを要求し、ウィズがそれに応える形で制作された。それゆえか歴代でも珍しいウィルス種の主人公デジモンとなっている。
腹部と爪が白色である他は全体的に赤く、デジモンアドベンチャーのアグモン（＝黄色）とデジモンアドベンチャー02のブイモン（＝青色）と並べて立たせたときのバランスを考えた配色らしいことが窺える。また、テイマーズ以降のアニメシリーズ3作品ではメインのデジモンとその進化形態は赤を基調としたモノが続いており、日本的なヒーロー像にマッチさせた物とも言える。

## 種族としてのギルモン
腹部に危険の象徴とされる「デジタルハザード」マークが刻まれた爬虫類型デジモン。

### 基本データ
- 世代/成長期
- タイプ/爬虫類型
- 属性/ウィルス種
- 必殺技/ファイアーボール
- 通常技/ロックブレイカー
- 勢力/ドラゴンズロア、ネイチャースピリッツ

### X抗体版
- 世代/成長期
- タイプ/魔竜型
- 属性/ウィルス種
- 必殺技/ロックブレイカー、ファイアーボール、ファイアーミット

内に秘められた力を完全に己のものにしたため体にあったデジタルハザードの模様が消えている。一方で、ウィルス種としての本能が高まったことでさらに攻撃的な性質になっている。
必殺技の「ファイアーボール」を腕に纏って敵を殴る打撃技「ファイアーミット」を身に付けた。
2021年3月19日にデジモンウェブのデジモン図鑑に追加され、詳細設定が判明した。

### 亜種・関連種・その他
- グラウモン
- メガログラウモン
- ブラックギルモン
- ブラックグラウモン
- ブラックメガログラウモン
- デュークモン
- デュークモン:クリムゾンモード
- カオスデュークモン
- メギドラモン

## 登場キャラクターとしてのギルモン

### デジモンテイマーズ
主人公である松田啓人の落書きをデジノームがデジモン化させた存在。主人公のパートナーデジモンとしては初のウィルス種。声優は野沢雅子。
好奇心が旺盛で純粋な子供のような性格。一方で、一度闘争本能が目覚めると歯止めが利かなくなるといった面も序盤でよく見られた。当初はろくに言葉も喋れず、その意味もほとんど理解していない、生まれたての赤ん坊そのものであった。根本的なあどけなさは物語全編を通してあまり変わることはなかったが、様々な経験を通して少しずつ成長していく。
穴掘り遊びが大好きで、それを応用して線路の枕木を砕いたり、メガログラウモンの状態でアスファルトを掘り進んで退場したりするなど、要所でそれを役立てている。デジタルワールドに繋がる穴を開通させるなど、物語上重要な役割も担っていた。
「ファイヤーボール」という飛び道具は持っているものの、基本的に遠距離戦は不得手としている。が、そこはテイマーである啓人のデックの「白い羽」や「エアロウィング」をスラッシュすることで、空中戦などにも対応できるよう補っている。
メガログラウモンへと進化するとギルモンからグラウモンの時に見られた幼さが消え、啓人を自身のテイマーとして強く認識するようになった。究極体であるデュークモンに究極進化した際には、さらに老練で落ち着いた物腰へと変貌する。
なお、名称の由来は英単語のGuiltyである。

#### 進化系統
- 幼年期1：ジャリモン
- 幼年期2：ギギモン
- 成長期：ギルモン
- 成熟期：グラウモン
- 完全体：メガログラウモン
- 究極体：デュークモン→（ZERO-ARMS:グラニとの融合）→デュークモン：クリムゾンモード
  - また、怒りによって究極体メギドラモンへと暗黒進化したこともある。

#### エピソード
- 第1話 - 啓人の落書きをデジノームが実体化させ、誕生。
- 第3話 - レナモンと戦闘する。
- 第8話 - グラウモンに初進化。デビドラモンを撃破する。
- 第14話 - メガログラウモンに初進化し、デーヴァの一体であるミヒラモンを撃破する。
- 第34話 - ベルゼブモンにレオモンを殺された啓人とギルモンの怒りの同調が引き金となり、メギドラモンへと暗黒進化し暴走する。タカトの声や制止も届かず、もはや手が付けられなかったが、タカトは「僕がいけなかったんだ…全部僕が…」とベルゼブモンへの怒りが間違いであることに気づき、涙を流す。
- 第35話 - 怒りを謝罪したタカトが本当の大切なことに気づき、マトリックスエボリューションで人間である啓人と融合し、デュークモンにデジタルワールド内で進化できるようになり、ベルゼブモンに打ち勝った。
- 第44話 - 四聖獣の用意したデジタルグライドの力で、リアルワールドでも啓人と融合し、デュークモンに究極進化できるようになる。
- 第50話 - グラニと融合しデュークモン：クリムゾンモードに姿を変え、ADR-01と決戦に挑む。
- 第51話 - デリーパーを倒して戦いが終わった後、シャガイシステムで幼年期に退化、寂しい想いをするタカトに「また会おうね」と言って、さよならを告げてデジタルワールドに帰って行った。

#### 楽曲
- いっしょがいいね
- ギルモン・マーチ
- ふたりでラララ
- The Biggest Dreamer

### デジモンクロスウォーズ
デジメモリに封印された伝説のデジモンとして登場。
また第3期『時を駆ける少年ハンターたち』では、第24話（通算第78話）から第25話（通算第79話、第3期最終話）にかけて啓人と共にクォーツモンとの最終決戦をにらんで時計屋のおやじがクロックモンの力で呼び寄せた歴代の英雄の一員として登場しているが、台詞は無い。